# Contea di Maverick
La contea di Maverick, in inglese Maverick County, è una contea dello Stato del Texas, negli Stati Uniti. La popolazione al censimento del 2010 era di 54 258 abitanti. Il capoluogo di contea è Eagle Pass. La contea è stata creata nel 1856 ed organizzata nel 1871. Il suo nome deriva da Samuel Maverick, celebre avvocato, protagonista del Selvaggio West americano.

## Geografia fisica
| Anno | Popolazione | ±%     |
| ---- | ----------- | ------ |
| 1860 | 726         | Note:  |
| 1870 | 1,951       | 168.7% |
| 1880 | 2,967       | 52.1%  |
| 1890 | 3,698       | 24.6%  |
| 1900 | 4,066       | 10.0%  |
| 1910 | 5,151       | 26.7%  |
| 1920 | 7,418       | 44.0%  |
| 1930 | 6,120       | −17.5% |
| 1940 | 10,071      | 64.6%  |
| 1950 | 12,292      | 22.1%  |
| 1960 | 14,508      | 18.0%  |
| 1970 | 18,093      | 24.7%  |
| 1980 | 31,398      | 73.5%  |
| 1990 | 36,378      | 15.9%  |
| 2000 | 47,297      | 30.0%  |
| 2010 | 54,258      | 14.7%  |

Secondo l'Ufficio del censimento degli Stati Uniti d'America la contea ha un'area totale di 1292 miglia quadrate (3350 km²), di cui 1279 miglia quadrate (3310 km²) sono terra, mentre 13 miglia quadrate (34 km², corrispondenti all'1,0% del territorio) sono costituiti dall'acqua.

### Strade principali
- U.S. Highway 57
- U.S. Highway 277
- State Highway 131
- State Highway Loop 480

### Contee e municipalità confinanti
- Contea di Kinney - nord
- Contea di Uvalde - nord-est
- Contea di Zavala - est
- Contea di Dimmit - est
- Contea di Webb - sud-est
- Guerrero (Coahuila, Messico) - sud-ovest
- Piedras Negras (Coahuila, Messico) - ovest
- Jiménez (Coahuila, Messico) - ovest

## Educazione
Nella contea c'è un distretto scolastico, il Eagle Pass Independent School District. Inoltre vi si trovano la Sul Ross State University e la South West Texas Junior college.